# Jørgen Christensen (amtsborgmester)
 Der er flere personer med dette navn, se Jørgen Christensen.
Jørgen Christensen (født 22. december 1949) er en dansk politiker, der var amtsborgmester i Frederiksborg Amt fra 27. november 2001 til 31. december 2006, valgt for Venstre. Han forlod partiet i 2009 og meldte sig i januar 2010 ind i Liberal Alliance.
Christensen har gennem mange år været selvstændig med egen danseskole.
Han blev efter at have været amtsborgmester medlem af Region Hovedstaden, hvor han bl.a. var medlem af forretningsudvalget og formand for Vækstforum for Region Hovedstaden, men genopstillede ikke ved valget i 2009.